# Каланта (растение)
Кала́нта, или Каланте (лат. Calanthe) — род травянистых растений семейства орхидных. Насчитывает, по одним данным, 187, по другим — 260 видов.
Представители рода широко распространены в тропической Азии, Африке и Центральной Америке (один вид — Calanthe calanthoides). Обитают на высоте до 3200 м над уровнем моря. Большинство видов растут на земле в тени деревьев, некоторые виды являются эпифитами.
Все виды этого рода образуют плотно стоящие друг к другу побеги, некоторые виды образуют книзу псевдобульбы. Виды с утолщённым стеблем сбрасывают листву, виды без псевдобульбы — вечнозелёные. Цветки чаще яркого розового, белого или жёлтого цвета. Губа с двумя или четырьмя долями, у основания — шпорец. Благодаря красивым цветкам растения широко культивируются, например каланте двуцветная (C. discolor), каланте одетая (C. vestita).

## Виды
По информации базы данных The Plant List (2013), род включает 220 видов
.